# 黃汝燊
黃汝燊（英語：Sunny Wong Yue Sun，1945年12月10日—），綽號辛尼哥哥或Sunny哥哥，香港男歌手、主持人，是香港無綫電視的首位兒童節目主持人，他早年成長於黃大仙區竹園平房區的石屋，就讀香港培道小學、路德會協同中學以及新法書院（1963年中六），中學畢業後入讀香港浸會書院社會科學院（香港浸會大學社會科學院的前身），主修社會學，副修心理學。在1976年無綫電視製作首個兒童節目《跳飛機》期間便擔任主持。後來1981年約滿離開無綫並擔任兒童雜誌《辛尼哥哥》的編輯（主因為商界人士向無綫電視篤背脊於他，導致他被無綫炒魷魚）。近年亦致力於一些與兒童教育、親子活動等有關的工作。目前居於美國。

## 演出作品

### 電視主持
- 1976-1980年：《跳飛機》（無綫電視）
- 1985年：《綜合85/86》（亞洲電視）
- 1986年：《亞洲早晨》（亞洲電視）

### 電視劇
- 1981年：《屋簷下：父之過》 飾 吳先生（香港電台）

### 電視節目
- 2016年：《Harry哥哥好鄰居》第25集（香港電台）
- 2021年：《童你一起長大了》第6集嘉賓（無綫電視）

### 電影
- 1980年：《123》 飾 王主任
- 1981年：《童軍樂》 飾 辛尼團長

### 廣告
- 1980年： 廖創興銀行 （页面存档备份，存于）

## 音樂作品
- 1977年：《跳飛機歌仔》（華星唱片）
- 1978年：《跳飛機歌仔第二集》（華星唱片）
- 1978年：《辛尼哥哥》（EMI百代）
- 1979年：《辛尼哥哥第二集》（EMI百代）
- 1980年：《123 DO-RE-MI》（BANG BANG）
- 1981年：《童軍樂》（華納唱片）
- 1981年：《我喜歡歌頌主耶穌》
- 1982年：《香港城市組曲》（永聲）
- 1982年：《齊唱新歌》（香港基督徒音樂事工協會）
- 1983年：《我在懷念你》（香港視聽教育中心）
- 1987年：《何處是吾家》（匠心制作）
- 2016年：《活力歌曲》

## 音樂會
- 1998年：《那段唱民歌的日子》（9月19日 大埔文娛中心 / 9月20日 屯門大會堂）[6]
- 1999年：《那段唱民歌的日子ENCORE》（9月10日 沙田大會堂 / 9月12日 屯門大會堂 / 9月17日 荃灣大會堂）[7]
- 2000年：《齊齊享FOLK民歌演唱會》

## 獎項
- 1979年：《第三屆香港金唱片頒獎典禮》—— 白金唱片《跳飛機》 / 金唱片《辛尼哥哥第一輯》 / 金唱片《辛尼哥哥第二輯》[8]
- 1981年：《第五屆香港金唱片頒獎典禮》—— 金唱片《123 DO-RE-MI》[9]

## 外部連結
- 辛尼哥哥網站 （页面存档备份，存于）
- 黃汝燊在香港影庫上的簡介